# Peter Mahringer
Peter Mahringer (* 2. Juli 1943 in Bad Bleiberg, Kärnten; † 26. Juni 2003 in Wien) war ein österreichischer Sektionschef und langjähriger Leiter der Ministerbüros von Erhard Busek und Elisabeth Gehrer.

## Leben
Mahringer wurde als jüngster Sohn des Malers Anton Mahringer geboren. Er besuchte das Bundesgymnasium Tanzenberg, wo er 1961 maturierte. Danach studierte er in Wien Geschichte. Seit 1961 war er Mitglied der katholischen KÖStV Austria Wien im ÖCV. Er promovierte 1969 zum Dr. phil. Ab 1975 arbeitete er bei Erhard Busek und leitete ab 1978 dessen Büro als Vizebürgermeister. 1989 wechselte er als Kabinettschef von Bundesminister und Vizekanzler Erhard Busek in das Wissenschaftsministerium und vollzog mit ihm 1994 den Wechsel in das Unterrichtsministerium. Von 1995 bis zu seinem Tod 2003 leitete er das Ministerbüro von Elisabeth Gehrer. 1996 wurde er zum Sektionschef und Leiter der Zentralsektion ernannt. Peter Mahringer starb nach schwerer Krankheit in Wien und wurde am Döblinger Friedhof bestattet.
Peter Mahringer prägte die österreichische Bildungs- und Kulturlandschaft über Jahre entscheidend mit. Er war besonders für seine rasche und unbürokratische Hilfe bekannt. Jörg Mauthe nannte ihn den Alleswisser und Vielverschweiger. Er engagierte sich für Kinder und Jugendliche auf dem Balkan und in den ehemaligen Ostblockstaaten, weshalb nach ihm die österreichische Auslandsschule Österreichische Schule „Peter Mahringer“ in der albanischen Stadt Shkodra benannt wurde.

## Anerkennungen
- 1997 Gregoriusorden Komtur mit Stern.[1]
- 2002 Goldenes Komturkreuz des Ehrenzeichens für Verdienste um das Bundesland Niederösterreich.[2]
- 2002 Verleihung des Montfortorden durch Landeshauptmann Herbert Sausgruber am 26. April.[3]
- 2003 Großes Silbernes Ehrenzeichen mit dem Stern für Verdienste um die Republik Österreich durch Bundeskanzler Wolfgang Schüssel am 25. April 2003.[4]
- Der Dr. Peter Mahringer-Förderverein versucht den Geist Peter Mahringers durch Unterstützung von sozialen und wissenschaftlichen Projekten in Ost- und Südosteuropa weiterzutragen.